# 퓨얼셀에너지
퓨어셀에너지 주식회사(영어: FuelCell Energy, Inc.)는 미국의 연료전지 제조 회사다.